# Kraenzlinella lappago
Kraenzlinella lappago là một loài thực vật có hoa trong họ Lan. Loài này được (Luer) Luer mô tả khoa học đầu tiên năm 2004.